# Nevado Pastoruri
El Nevado Pastoruri es una montaña del norte del Perú localizada en el Distrito de Cátac, Provincia de Recuay en el Departamento de Ancash. Se halla enclavada en la cordillera Blanca, una cadena montañosa que forma parte de la cordillera Occidental de los Andes peruanos. Su cima alcanza los 5.240 m de altitud sobre el nivel del mar. Debido a su altitud, la cumbre de la montaña está cubierta de nieve y por su ladera norte se desliza el glaciar del mismo nombre, Glaciar Pastoruri, que en la actualidad se encuentra en retroceso.

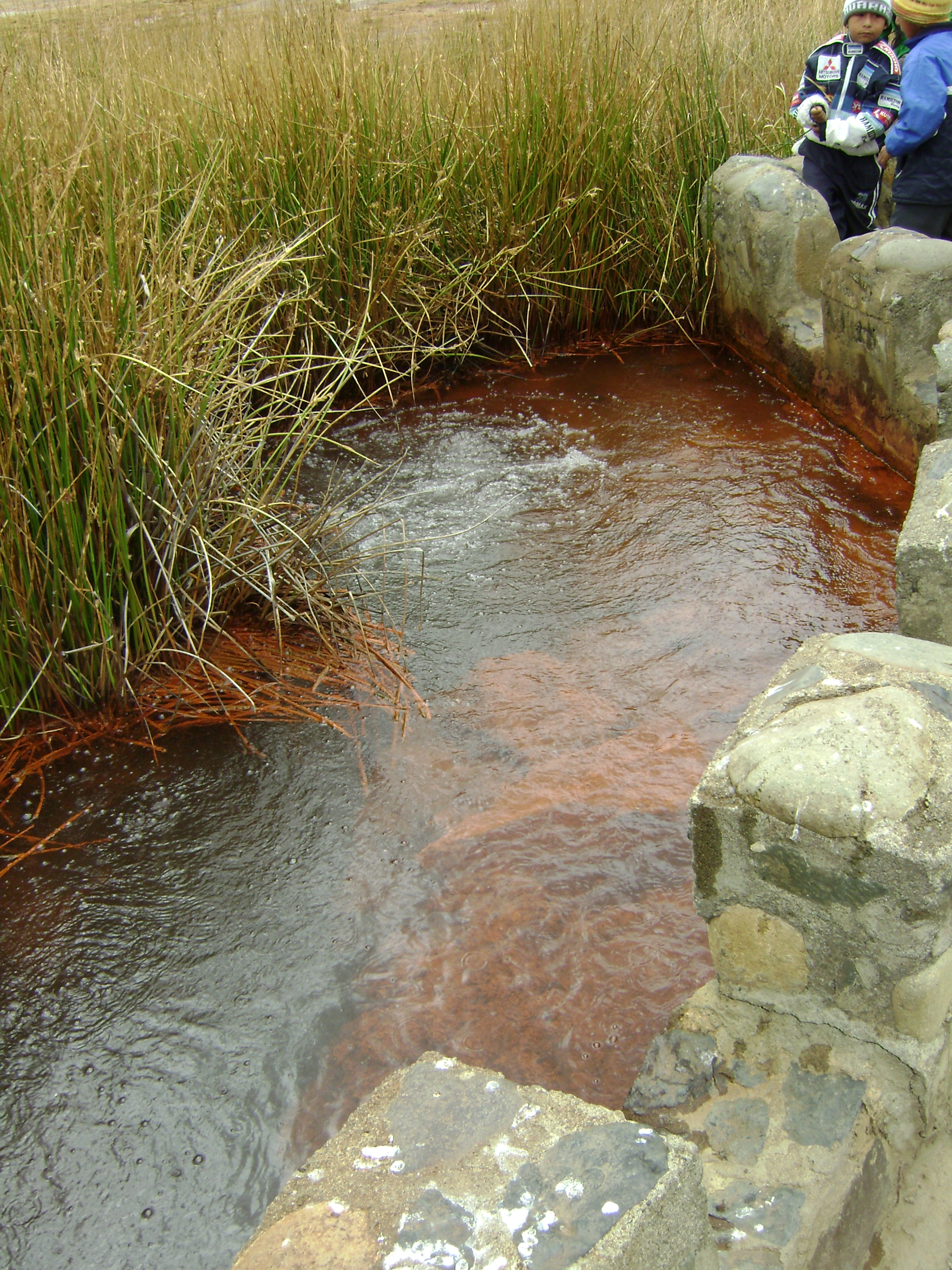
Ojo de agua cerca al Nevado.

El nombre que porta este nevado significa en quechua "Pampa al fondo" o "Pasto Adentro" Es considerado de fácil ascenso dado lo accesible de llegar a su cima, no se necesita prácticamente de ninguna experiencia de escalado en montaña pero sí de la supervisión de un guía experimentado.
El Nevado Pastoruri "agoniza" rápidamente por el Calentamiento Global que azota nuestro planeta por lo que algunos expertos pronostican que sus nieves podrían desaparecer dentro de unos 15 o 20 años. En las faldas del nevado se puede apreciar ahora rocas desnudas donde antes había abundante hielo y nieve, manchas oscuras  han aparecido producto del deshielo.
La comunidad campesina de Cátac cuyos habitantes dependen en parte de la actividad turística (venta de artesanías, paseos a caballo, guía de turismo) se ha visto enormemente afectada por la gran reducción de visitantes dado que se están perdiendo los atractivos turísticos que rodean al nevado. En vista de ello, las autoridades prohibieron totalmente el acceso de turistas por tres años y posteriormente en abril del 2011 se ha reabierto parcialmente con cupos limitados y otras limitaciones para proteger el entorno natural.

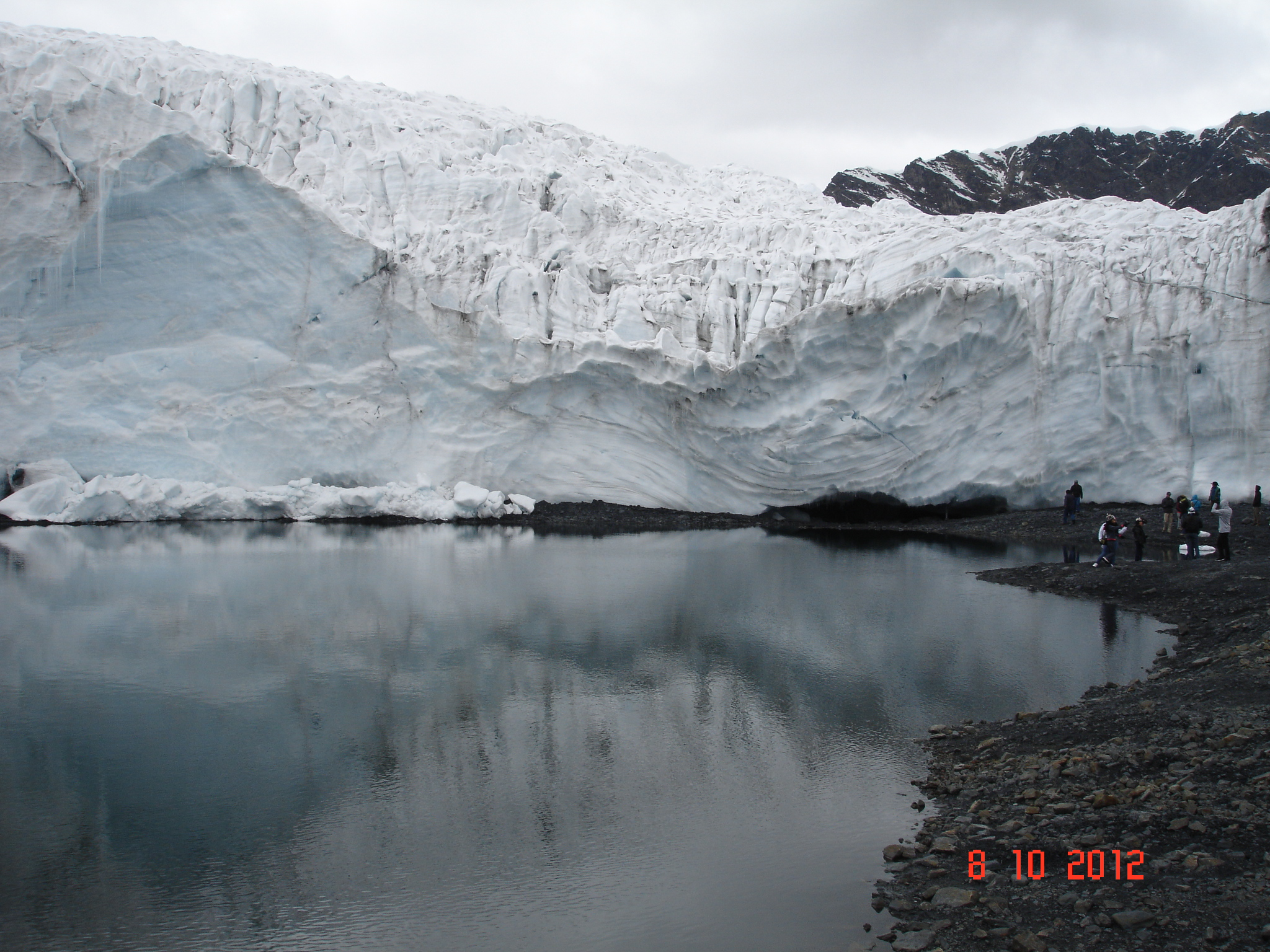
Nevado Pastoruri (2012).